# Ball and Chain (Elton John)
Ball and Chain è un singolo di Elton John.

## Il brano
La titletrack è composta da Elton John su testo di Gary Osborne.
Proveniente dall'album del 1982 Jump Up! (del quale costituisce la terza traccia), fu pubblicato come singolo nel settembre di quell'anno in alcuni Paesi, come Stati Uniti e Australia. In sostanza, si tratta di un brano pop rock dai toni country, che mette in evidenza la chitarra di Pete Townshend (storico membro della rockband britannica degli Who); il pianoforte di Elton è udibile a malapena. Il testo di Osborne parla di una storia d'amore avente dei problemi: la ragazza non fa il suo, e il protagonista si sente come se avesse "una palla e una catena legate intorno al cuore" (il titolo del brano significa letteralmente Palla e catena). Nel testo è presente anche la parola "oui" ("sì" in francese).
Kathy Mattea ha eseguito una cover del brano nell'album From My Heart (1985).

## Formazione
- Elton John - voce, pianoforte
- Pete Townshend - chitarra
- Dee Murray - basso
- James Newton Howard - sintetizzatore
- Jeff Porcaro - batteria
- Steve Holly - tamburello